# Aloe squarrosa
Aloe squarrosa Baker ex Balf.f., 1883 è una pianta succulenta originaria dell'isola di Socotra.

## Descrizione
Fa parte della tipologia delle succulente con portamento a rosetta. Le sue foglie sono lanceolate con margini dentati, di colore verde acceso, con delle macchiette di colore più chiaro, quasi bianco.
La fioritura, che si può ammirare da giugno a settembre, presenta pannocchie di fiori rossi lunghe 10–25 cm, molto simili a quelli di Aloe vera.

## Propagazione
La propagazione si ha per seme e per talea, quest'ultima con poco sforzo e difficoltà. Il periodo in cui far riprodurre la pianta non è influente, basta avere delle accortezze: infatti se si decide di farla riprodurre in casa, quindi riscaldata anche d'inverno, si può praticare in qualsiasi momento; in caso in cui si voglia far riprodurre all'esterno i semi vanno seminati a febbraio-marzo per avere delle piantine in estate e abbastanza forti a ottobre-novembre quando incomincia ad abbassarsi la temperatura. Se si intende procedere per talea staccare un rametto a inizio primavera cosicché in autunno ha già radicato abbastanza per sopportare il freddo.

### Per seme
I semi vanno seminati appena questi sono maturi, la temperatura ideale sarebbe di 21 °C.

### Per talea
Nel caso in cui si voglia far moltiplicare la pianta per talea bisogna separare i germogli a tarda primavera o inizio estate. Questi dovranno poi essere piantati ancora senza radici in un terriccio specifico per cactaceae. Un altro modo è quello di prendere i germogli di 10cm appena recisi e metterli ammollo in un bicchiere con dell'acqua fresca, anche di rubinetto. Cambiare l'acqua quando si presenta di colore marrone scuro. Appena il germoglio ha messo delle piccole radici è pronto per essere piantato in vaso o in piena terra, avendo cura di levare le eventuali foglie marce che potrebbero svilupparsi nel lungo contatto con l'acqua.